# Fan Chengda
Fan Chengda (chinois : 范成大 ; pinyin : Fàn Chéngdà ; Wade : Fan Ch'engta, 1126–1193), prénom social Zhineng (致能), était un des poètes chinois les plus connus de la dynastie Song (960-1279), un fonctionnaire du gouvernement et une autorité universitaire en géographie, en particulier dans les provinces méridionales de la Chine. Ses travaux écrits tombent sous la catégorie littéraire de la littérature de relation de voyage (youji wenxue), une approche de style narratif et en prose pour écrire sur les expériences de voyage d'une personne, un style littéraire populaire sous la dynastie Song.

## Vie et travaux
Les travaux de Fan concernent les thèmes traditionnels de la période, dont la vie paysanne, les saisons, le Bouddhisme et le vieillissement. Fan est né à Suzhou dans une famille de classe moyenne dans une période de conflits entre les Song du Sud et la dynastie Jin (1115-1234). Enfant précoce, ses études en littérature classique le préparent à une carrière dans la Fonction Publique - une carrière temporairement interrompue au décès de ses parents pendant quelques mois en 1143; laissant Fan seul responsable des affaires familiales. Ces études et ses expériences professionnelles alors qu'il n'est qu'un adolescent, ainsi que son intérêt pour le Bouddhisme, sont autant de sources d'inspiration pour ses futurs poèmes.
Après une jeunesse de pauvreté, Fan réussit aux Examens impériaux de niveau jinshi en 1154. Ensuite, il commence une longue carrière au service de l'État. Au cours de sa carrière il écrit un important traité de géographie, le Gui Hai Yu Heng Chi. Le livre se focalise d'abord sur la topographie du terrain et des produits commerciaux des provinces méridionales de la Chine. Dans ce traité, Fan poursuit une longue tradition littéraire géographique, commencée par le Shu Jing (Classique historique) au Ve siècle avant notre ère, le Huainan Zi du IIe siècle av. J.-C. et annonce les fameux travaux écrits du géographe Xu Xiake de la dynastie Ming.
Cependant, son travail le plus connu est une série de soixante poèmes qu'il écrit en 1186, après sa retraite des hautes responsabilités dans la cour des Song du Sud. Les poèmes ont été traduits en Anglais sous le nom de Stone Lake - le nom où sa villa de retraite se trouve, juste à l'extérieur de Suzhou.